# Georg Feder
Georg Feder (* 30. November 1927 in Bochum; † 11. Dezember 2006 in Köln) war ein Haydn-Forscher und Musikwissenschaftler auf dem Gebiet der Musikphilologie.

## Wirken
Georg Feder studierte Komposition in Bochum und leitete dort 1947 bis 1949 die Bühnenmusik am Schauspielhaus. Ab 1949 studierte er Musikwissenschaft, Philosophie und Geschichte in Tübingen, Göttingen und Kiel. Dort wurde er 1955 mit einer Dissertation über Bachs Werke in Bearbeitungen promoviert.
Von 1957 bis 1992 war er im Joseph Haydn-Institut in Köln tätig, davon dreißig Jahre als dessen wissenschaftlicher Leiter und Herausgeber der Gesamtausgabe Joseph Haydn Werke (JHW) sowie der 1965 von ihm ins Leben gerufenen Haydn-Studien. Im Folgenden betätigte er sich als Vortragender, Herausgeber und Autor.
Georg Feder war maßgeblich an der Herausgabe der Haydn-Gesamtausgabe des Joseph Haydn-Instituts beteiligt.

## Ehrungen
- 1988 wurde ihm der Professorentitel durch die Landesregierung von Nordrhein-Westfalen verliehen.
- 1995 erhielt er den Joseph Haydn-Preis des Burgenlandes (Österreich).[3]
- 2004 erhielt er in der Österreichischen Botschaft Berlin, Außenstelle Bonn, für sein wissenschaftliches Lebenswerk das Österreichische Ehrenkreuz für Wissenschaft und Kunst I. Klasse.[2]